# Place des Quatre Dauphins

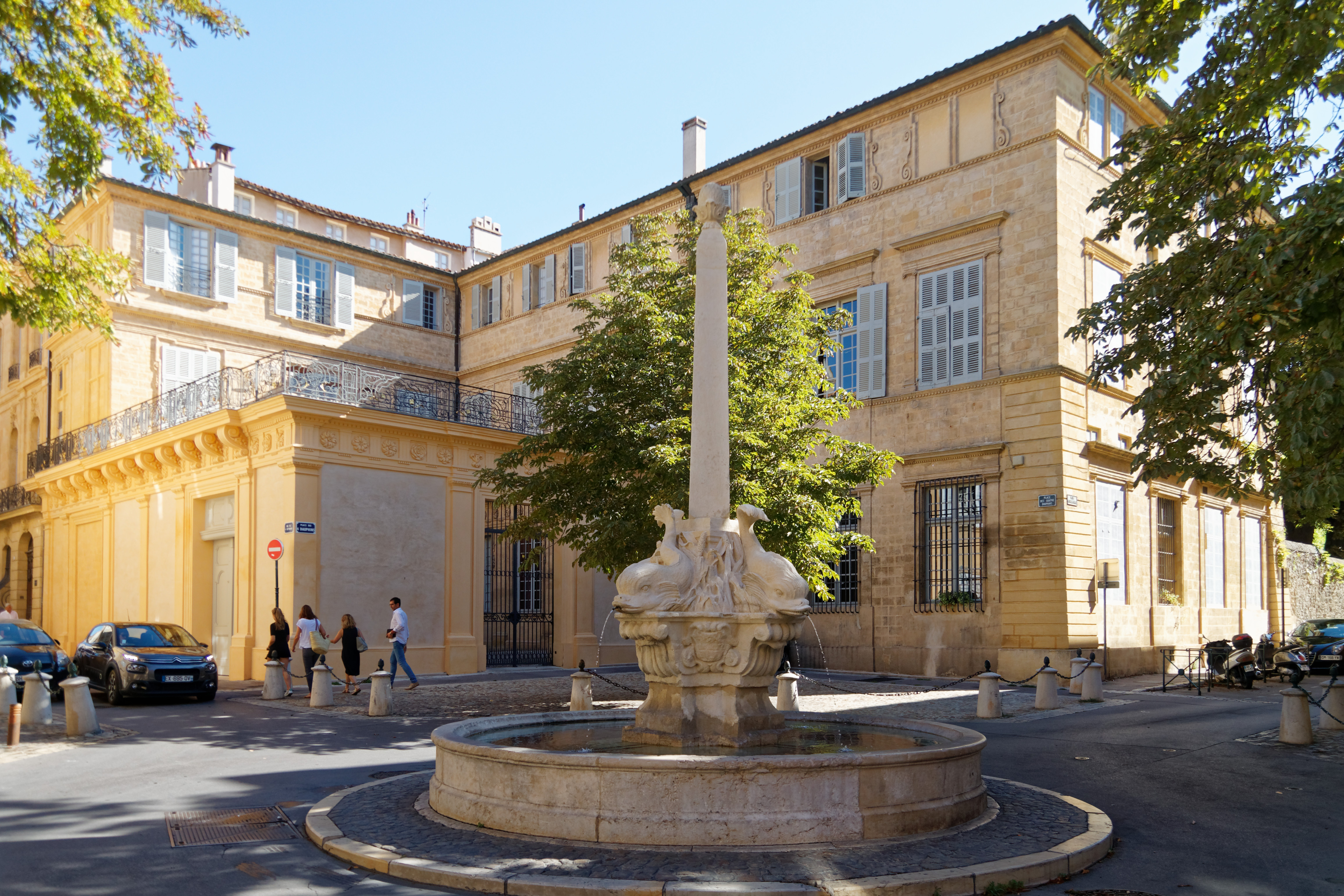
Place des Quatre Dauphins

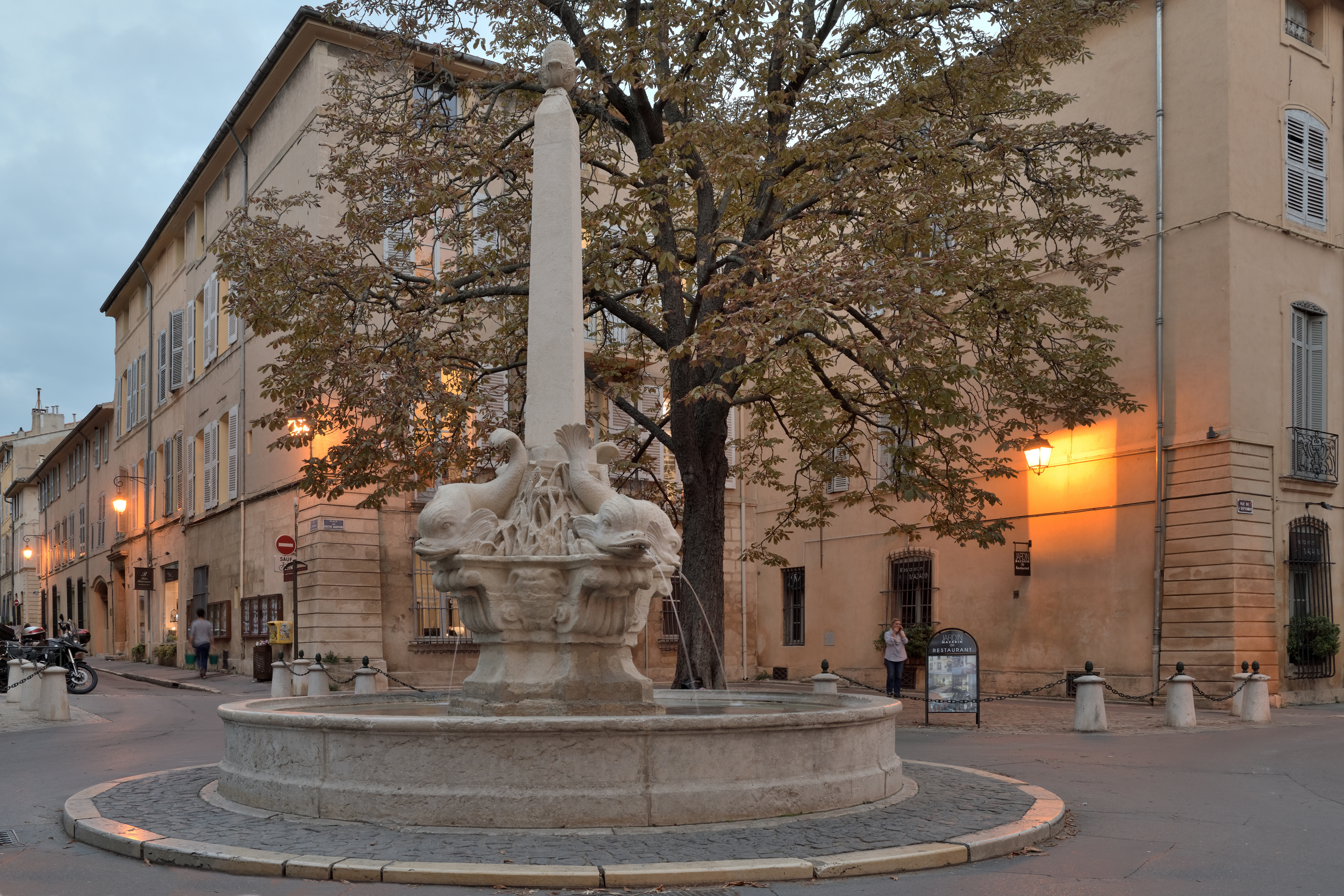
Platzmitte im Abendlicht

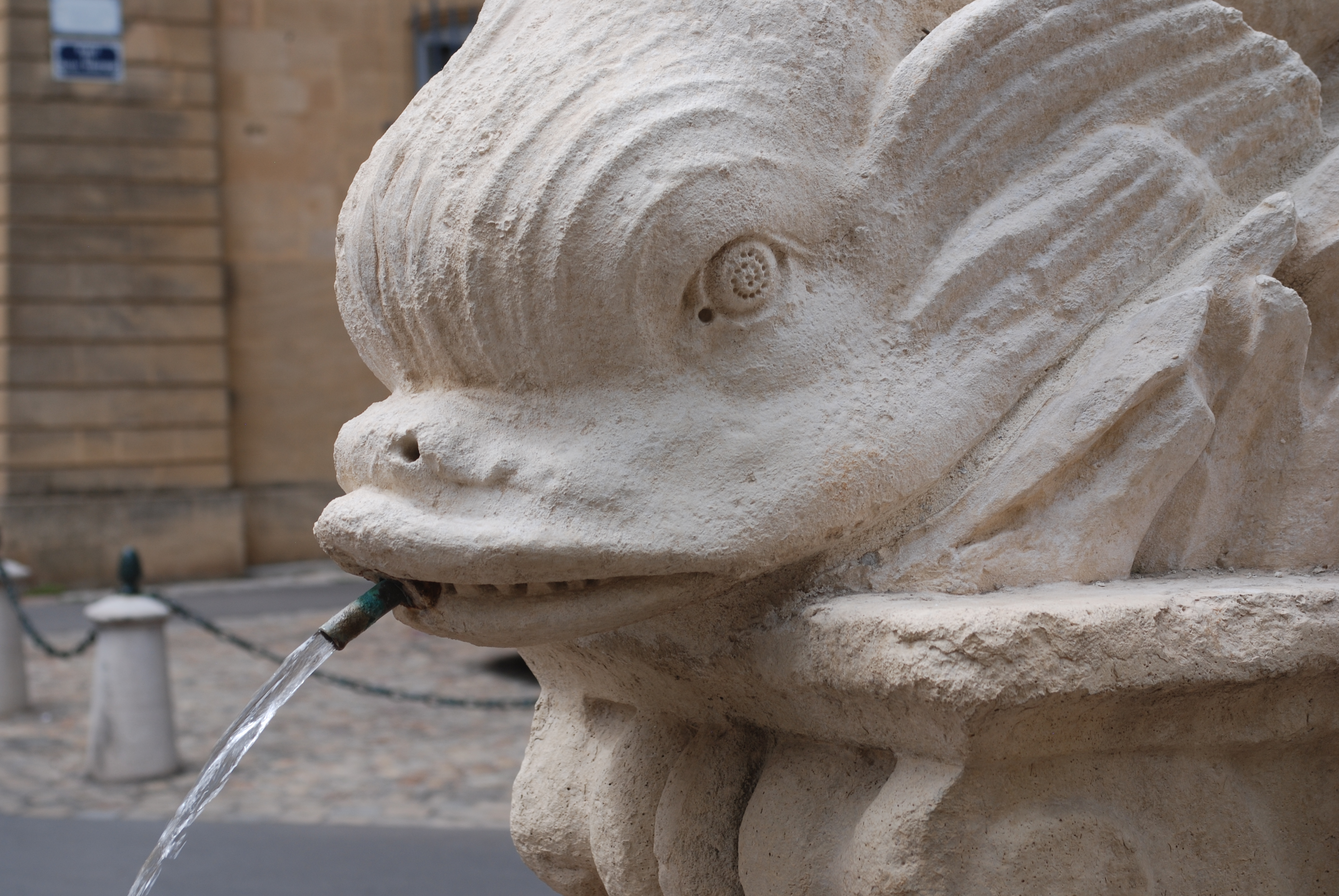
Einer der vier Delfinköpfe

Der Place des Quatre Dauphins ist ein quadratischer Platz in der Mitte des Quartier Mazarin in Aix-en-Provence, an der Straßenkreuzung der Rue Cardinal (West-Ost-Richtung) mit der Rue du 4. Septembre.

## Beschreibung
Die den Platz umgebenden, dreigeschossigen Häuser stammen alle aus der gleichen Epoche und wurden gemeinsam mit dem Platz konzipiert. Der Platz ist symmetrisch an den Mittelachsen der beiden Straßen angeordnet mit einer Kantenlänge von 30 × 30 Meter. 
Von Rambot stammt auch das Hôtel de Boisgelin, ein Hôtel particulier von 1655 an der Nordostecke des Platzes. An der Südostecke gegenüber steht das Hôtel de Foresta von 1667, dessen Fassade und Treppenhäuser 1990 unter Denkmalschutz gestellt wurden. Weiter im Uhrzeigersinn an der Südwestecke liegt das Hôtel de Gastaud, 37 rue Cardinale. Im vierten Geviert schließlich befindet sich das Hôtel de Valori, 18 rue du Quatre-Septembre, das 1750 von Joachim de Beausset erbaut wurde. An jeder der vier Ecken ist eine Kastanie gepflanzt.

### Delphinbrunnen
Den kleinen marmornen Barockbrunnen in der Mitte mit vier Delfinskulpturen, die Fontaine des Quatre-Dauphins, schuf Jean-Claude Rambot (1621–1694) im Jahre 1667. Vier entlang der vier Straßenachsen abwärts gerichtete, wasserspeiende Delphinfiguren sind um einen zentralen Obelisken gruppiert und mit allerlei Wassertieren und -pflanzen umgeben. Diese allegorische Gruppierung bezieht sich im Goldenen Zeitalter auf die Herrschaftsinteressen nördlich der Provence, die Region Dauphiné, die seit 1628 direkt vom König absolutistisch regiert wurde. Diese Figurengruppe ruht auf einem viereckigen Kapitell-förmigen Podest, in dessen barock-manierierten Ecken oberhalb des Wasserspiegels vier Wappen eingelassen sind. Die kreisrunde, kniehohe Brunnenschale misst etwa viereinhalb Meter im Durchmesser. Der Delfin (französisch dauphin) ist das Wappenzeichen der historischen, nördlich gelegenen Landschaft Dauphiné, die den Départements Isère, Drôme und Hautes-Alpes entspricht. Der Delfin ist als Wappentier dementsprechend auch Bestandteil der Wappen dieser drei Départements.
Der Brunnen ist seit 1905 in das Verzeichnis des Kulturerbes eingetragen. Dieser Brunnen ist nicht mit dem gleichnamigen Brunnen im Park der Staatsbank in Aix-en-Provence zu verwechseln, der 1929 unter Schutz gestellt wurde.

## Geschichte
Die Bebauung des Platzes erfolgte nach der Niederlegung der südlichen Stadtmauer. Am 15. Februar 1645 fiel dazu die Entscheidung im Stadtrat von Aix-en-Provence. Architekt dieses Stadtquartiers war Jean Lombard (1580–1656). Die in beliebigem Winkel zueinander laufenden Gassen der damaligen Stadt galten im Zeitalter der Aufklärung als nicht mehr zeitgemäß. Entsprechend wurden alle Straßen nach dem Hippodamischen Schema angelegt.